# Biatlon na zimních olympijských hrách mládeže
Biatlon se poprvé na prvních mládežnických olympijských hrách v roce 2012 v Innsbrucku, kde závodníci závodili ve sprintu, stíhacím závodě a smíšené štafetě. O čtyři roky později byl přidán smíšený závod dvojic. V roce 2020 nahradil stíhací závod vytrvalostní závod a v této podobě závodí v biatlonu mládež dosud.

## Přehled soutěží
| Soutěž                    | Soutěž                    | 2012 | 2014 | 2020 | 2024 | Celkem |
| ------------------------- | ------------------------- | ---- | ---- | ---- | ---- | ------ |
| muži                      | Sprint                    | •    | •    | •    | •    | 4      |
| muži                      | Stíhací závod             | •    | •    |      |      | 2      |
| muži                      | Vytrvalostní závod        |      |      | •    | •    | 2      |
| ženy                      | Sprint                    | •    | •    | •    | •    | 4      |
| ženy                      | Stíhací závod             | •    | •    |      |      | 2      |
| ženy                      | Vytrvalostní závod        |      |      | •    | •    | 2      |
| Smíšené                   | Smíšená štafeta           | •    | •    | •    | •    | 4      |
| Smíšené                   | Smíšený závod dvojic      |      | •    | •    | •    | 3      |
| Počet oficiálních soutěží | Počet oficiálních soutěží | 5    | 6    | 6    | 6    | 23     |

## Seznam medailistů

### Muži

#### Sprint (7,5 km)
| Rok  | Místo       | Zlato                          | Stříbro                              | Bronz                          |
| ---- | ----------- | ------------------------------ | ------------------------------------ | ------------------------------ |
| 2012 | Innsbruck   | Čcheng Fang-ming · Čína (CHN)  | Rene Zahkna · Estonsko (EST)         | Aristide Begue · Francie (FRA) |
| 2016 | Lillehammer | Émilien Claude · Francie (FRA) | Sivert Guttorm Bakken · Norsko (NOR) | Egor Tutmin · Rusko (RUS)      |
| 2020 | Lausanne    | Marcin Zawół · Polsko (POL)    | Denis Irodov · Rusko (RUS)           | Vegard Thon · Norsko (NOR)     |
| 2024 | Kangwon     | Antonin Guy · Francie (FRA)    | Tov Røysland · Norsko (NOR)          | Flavio Guy · Francie (FRA)     |

#### Stíhací závod (10 km)
| Rok  | Místo       | Zlato                                | Stříbro                      | Bronz                                |
| ---- | ----------- | ------------------------------------ | ---------------------------- | ------------------------------------ |
| 2012 | Innsbruck   | Niklas Homberg · Německo (GER)       | Rene Zahkna · Estonsko (EST) | Čcheng Fang-ming · Čína (CHN)        |
| 2016 | Lillehammer | Sivert Guttorm Bakken · Norsko (NOR) | Egor Tutmin · Rusko (RUS)    | Said Karimulla Chalili · Rusko (RUS) |

#### Vytrvalostní závod (20 km)
| Rok  | Místo    | Zlato                       | Stříbro                          | Bronz                              |
| ---- | -------- | --------------------------- | -------------------------------- | ---------------------------------- |
| 2020 | Lausanne | Oleg Domiček · Rusko (RUS)  | Lukas Haslinger · Rakousko (AUT) | Mathieu Garcia · Francie (FRA)     |
| 2024 | Kangwon  | Antonin Guy · Francie (FRA) | Storm Veitsle · Norsko (NOR)     | Markus Sklenárik · Slovensko (SVK) |

### Ženy

#### Sprint (6 km)
| Rok  | Místo       | Zlato                               | Stříbro                                    | Bronz                              |
| ---- | ----------- | ----------------------------------- | ------------------------------------------ | ---------------------------------- |
| 2012 | Innsbruck   | Franziska Preussová · Německo (GER) | Galina Višněvská · Kazachstán (KAZ)        | Uljana Kajševová · Rusko (RUS)     |
| 2016 | Lillehammer | Juliane Frühwirtová · Německo (GER) | Marthe Kråkstad Johansenová · Norsko (NOR) | Arina Pantovová · Kazachstán (KAZ) |
| 2020 | Lausanne    | Alena Mochovová · Rusko (RUS)       | Anastasija Zenovová · Rusko (RUS)          | Anna Andexerová · Rakousko (AUT)   |
| 2024 | Kangwon     | Carlotta Gauterová · Itálie (ITA)   | Ela Severová · Slovinsko (SLO)             | Polina Pucková · Ukrajina (UKR)    |

#### Stíhací závod (7,5 km)
| Rok  | Místo       | Zlato                                  | Stříbro                                    | Bronz                                        |
| ---- | ----------- | -------------------------------------- | ------------------------------------------ | -------------------------------------------- |
| 2012 | Innsbruck   | Uljana Kajševová · Rusko (RUS)         | Franziska Preussová · Německo (GER)        | Galina Višněvská · Kazachstán (KAZ)          |
| 2016 | Lillehammer | Chrystyna Dmytrenková · Ukrajina (UKR) | Marthe Kråkstad Johansenová · Norsko (NOR) | Lou Jeanmonnotová Laurentová · Francie (FRA) |

#### Vytrvalostní závod (10 km)
| Rok  | Místo    | Zlato                          | Stříbro                           | Bronz                                         |
| ---- | -------- | ------------------------------ | --------------------------------- | --------------------------------------------- |
| 2020 | Lausanne | Alena Mochovová · Rusko (RUS)  | Jeanne Richardová · Francie (FRA) | Julija Kavaleuská · Bělorusko (BLR)           |
| 2024 | Kangwon  | Ilona Plecháčová · Česko (CZE) | Marie Keudelová · Německo (GER)   | Nayeli Mariottiová Cavagnetová · Itálie (ITA) |

### Smíšené závody

#### Smíšená štafeta
| Rok  | Místo       | Zlato | Stříbro                                                                                        | Bronz                                                                                       |
| ---- | ----------- | --- | ---------------------------------------------------------------------------------------------- | ------------------------------------------------------------------------------------------- |
| 2012 | Innsbruck   | Německo (GER) · Franziska Preussová · Laura Hengelhauptová · Maximilian Janke · Niklas Homberg              | Norsko (NOR) · Kristin Sandeggenová · Karoline Næssová · Haakon Livik · Kristian Andre Aalerud | Francie (FRA) · Léa Ducordeauová · Chloé Chevalierová · Fabien Claude · Aristide Bègue      |
| 2016 | Lillehammer | Norsko · Marit Øygardová · Marthe Kråkstad Johansenová · Fredrik Bucher-Johannessen · Sivert Guttorm Bakken | Německo · Juliane Frühwirtová · Franziska Pfnuerová · Simon Gross · Danilo Riethmüller         | Itálie · Samuela Comolová · Irene Lardschneiderová · Cedric Christille · Patrick Braunhofer |
| 2020 | Lausanne    | Itálie · Martina Trabucchiová · Linda Zingerleová · Nicolò Betemps · Marco Barale                           | Rusko · Alena Mochovová · Anastasija Zenovová · Denis Irodov · Oleg Domichek                   | Francie · Fany Bertrandový · Léonie Jeannierová · Théo Guiraud-Poillot · Mathieu Garcia     |
| 2024 | Kangwon     | Itálie · Nayeli Mariottiová Cavagnetová · Carlotta Gauterová · Hannes Bacher · Michel Deval                 | Francie · Alice Dusserreová · Louise Roguetová · Flavio Guy · Antonin Guy                      | Česko · Heda Mikolášová · Ilona Plecháčová · Jakub Neuhauser · Lukáš Kulhánek               |

#### Smíšený závod dvojic
| Rok  | Místo       | Zlato                                        | Stříbro                                                           | Bronz                                         |
| ---- | ----------- | -------------------------------------------- | ----------------------------------------------------------------- | --------------------------------------------- |
| 2016 | Lillehammer | Čína · Meng Fan-čchi · Ču Čen-jü             | Norsko · Marthe Kråkstad Johansenová · Fredrik Bucher-Johannessen | Rusko · Jekatěrina Ponedelková · Egor Tutmin  |
| 2020 | Lausanne    | Francie · Jeanne Richardová · Mathieu Garcia | Itálie · Linda Zingerleová · Marco Barale                         | Švédsko · Sara Anderssonová · Oscar Andersson |
| 2024 | Kangwon     | Francie · Alice Dusserreová · Antonin Guy    | Německo · Marie Keudelová · Korbinian Kübler                      | Norsko · Eiril Nordbøvá · Storm Veitsle       |

## Česká stopa
| Pořadí | Olympionik       | Zlato | Stříbro | Bronz        | Celkem       |
| ------ | ---------------- | ----- | ------- | ------------ | ------------ |
| 1.     | Ilona Plecháčová | 1     | 0       | 1            | 2            |
| 2.     | Heda Mikolášová  | 0     | 0       | 1            | 1            |
| 2.     | Jakub Neuhauser  | 0     | 0       | 1            | 1            |
| 2.     | Lukáš Kulhanek   | 0     | 0       | 1            | 1            |
| Celkem | Celkem           | 1     | 0       | 4 (4 týmové) | 5 (4 týmové) |